# 東経157度線
東経157度線（とうけい157どせん）は、本初子午線面から東へ157度の角度を成す経線である。北極点から北極海、アジア、太平洋、オーストララシア、南極海、南極大陸を通過して南極点までを結ぶ。東経157度線は、西経23度線と共に大円を形成する。

## 通過する地域一覧
東経157度線は、北極点から南極点まで南に向かって以下の場所を通っている。
| 地理座標                                               | 国土・領土・領海     | 備考                                                                                                  |
| ------------------------------------------------------ | -------------------- | --- |
| 北緯90度0分 東経157度0分 / 北緯90.000度 東経157.000度  | 北極海               | ヘンリエッタ島（ ロシア、北緯77度6分 東経156度43分 / 北緯77.100度 東経156.717度）の東を通過           |
| 北緯77度2分 東経157度0分 / 北緯77.033度 東経157.000度  | 東シベリア海         | |
| 北緯71度5分 東経157度0分 / 北緯71.083度 東経157.000度  | ロシア               | |
| 北緯61度35分 東経157度0分 / 北緯61.583度 東経157.000度 | オホーツク海         | シェリホフ湾                                                                                          |
| 北緯57度51分 東経157度0分 / 北緯57.850度 東経157.000度 | ロシア               | カムチャツカ半島                                                                                      |
| 北緯51度5分 東経157度0分 / 北緯51.083度 東経157.000度  | 太平洋               | |
| 南緯4度42分 東経157度0分 / 南緯4.700度 東経157.000度   | パプアニューギニア   | タクウ環礁（英語版）                                                                                  |
| 南緯4度48分 東経157度0分 / 南緯4.800度 東経157.000度   | 太平洋               | |
| 南緯6度53分 東経157度0分 / 南緯6.883度 東経157.000度   | ソロモン諸島         | チョイスル島                                                                                          |
| 南緯7度16分 東経157度0分 / 南緯7.267度 東経157.000度   | ニュージョージア海峡 | |
| 南緯7度52分 東経157度0分 / 南緯7.867度 東経157.000度   | ソロモン諸島         | コロンバンガラ島                                                                                      |
| 南緯8度6分 東経157度0分 / 南緯8.100度 東経157.000度    | ソロモン海           | ボナボナ島（英語版）（ ソロモン諸島、北緯8度11分 東経157度0分 / 北緯8.183度 東経157.000度）の西を通過 |
| 南緯11度47分 東経157度0分 / 南緯11.783度 東経157.000度 | 珊瑚海               | |
| 南緯29度57分 東経157度0分 / 南緯29.950度 東経157.000度 | 太平洋               | |
| 南緯60度0分 東経157度0分 / 南緯60.000度 東経157.000度  | 南極海               | |
| 南緯69度12分 東経157度0分 / 南緯69.200度 東経157.000度 | 南極大陸             | オーストラリア南極領土 - オーストラリアが領有権主張                                                   |